# جايسون ستانفورد
جايسون ستانفورد (بالإنجليزية: Jason Stanford)‏ هو لاعب كرة قاعدة أمريكي، ولد في 23 يناير 1977 في توسان في الولايات المتحدة.

## وصلات خارجية
- جايسون ستانفورد على موقعبيزبول رفرنس.كوم (الدوري الرئيسي) (الإنجليزية)
- جايسون ستانفورد على موقعبيزبول رفرنس.كوم (الدوري الثانوي) (الإنجليزية)